# 涅克拉索夫故居博物馆
涅克拉索夫故居博物馆（Музей-квартира Н. А. Некрасова）是俄罗斯圣彼得堡的一个纪念博物馆，位于铸造厂大街36号、涅克拉索夫街2号的克拉耶夫斯基大楼（доме Краевского），专注于尼古拉·阿列克谢耶维奇·涅克拉索夫的生平和作品。
克拉耶夫斯基大楼是涅克拉索夫生前的最后一处住所。从1857年到1877年去世，诗人都住在这所房子里。涅克拉索夫的这处公寓，是19世纪中叶俄罗斯文学生活的真正中心。这里是两本进步杂志的编辑部：由普希金构思和出版的《现代人》和《祖国纪事》。在这里，他与车尔尼雪夫斯基、杜勃罗留波夫、萨尔蒂科夫-谢德林等合作，刊登了屠格涅夫、列夫·托尔斯泰、陀思妥耶夫斯基等人的作品。他的一位同时代人说，“这些房间的历史，是整个时代的文学关系史，”。
1946年，在这里成立了涅克拉索夫故居博物馆。